# 河津憲太郎
河津 憲太郎（かわつ けんたろう、1914年（大正3年）9月26日 - 1970年（昭和45年）3月24日）は、日本の水泳選手。1932年ロサンゼルスオリンピック100m背泳ぎの銅メダリスト。"水泳王国日本"の黄金時代を築いた人物の一人である。明治大学出身。

## 経歴
広島県広島市出身。父・河津彦四郎は師範学校の教師で、1909年（明治42年）広島県師範学校（現：広島大学）に赴任し、陸上競技・バレーボールなどを当地で広め「広島スポーツの父」とされる人物。1918年（大正7年）神奈川県師範学校（現：横浜国立大学）に転勤しているので、一子・憲太郎はこのまま広島で育ったものと思われる。旧制修道中学校（現：修道中学校・高等学校）では、のちに一緒にオリンピックに出場しメダルを獲得することになる河石達吾、大横田勉の後輩に当たる。1930年（昭和5年）、同校在学中に50メートル背泳ぎで33秒2の日本新記録を出した。
1932年（昭和7年）明治大学在学中、ロサンゼルスオリンピックに先輩らとともに選ばれ、100メートル背泳ぎで銅メダルを獲得。金メダルの清川正二、銀メダルの入江稔夫と共に日本選手で表彰台を独占した。日本初の快挙であった。
1934年（昭和9年）の第10回極東選手権競技大会（マニラ）などでも活躍した。
1970年（昭和45年）3月24日、焼身自殺。55歳没。